# 841

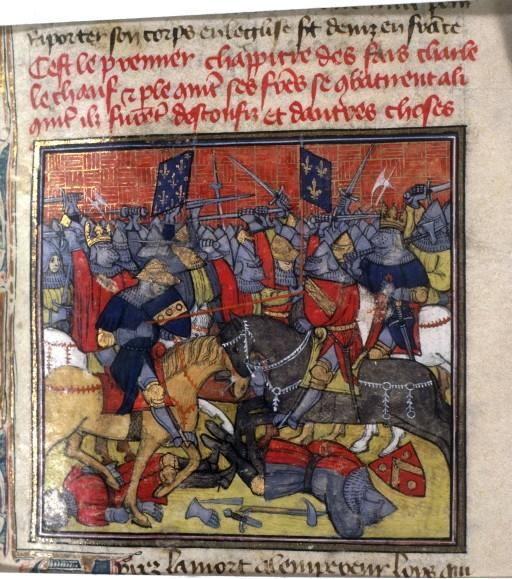
De Slag bij Fontenay (841)

Het jaar 841 is het 41e jaar in de 9e eeuw volgens de christelijke jaartelling.

## Gebeurtenissen

### Europa
- 25 juni - Slag bij Fontenay: Een Frankisch leger onder leiding van keizer Lotharius I lijdt bij Fontenoy (Bourgondië) een smadelijke nederlaag tegen zijn broer Lodewijk de Duitser en halfbroer Karel de Kale. Volgens bronnen worden er tijdens de veldslag 40.000 Franken gedood, tevens graaf Gerard van Auvergne.
- Koning Ínigo Íñiguez Arista raakt tijdens gevechten tegen de Vikingen verlamd. Hij benoemt zijn zoon García Íñiguez als regent om Navarra (huidige Spanje) te besturen.
- De Vikingen plunderen de handelshaven Quentovic in het noorden van Frankrijk. Zij varen de rivier de Seine op en verwoesten de stad Rouen (huidige Normandië).
- De Frankische koning Lotharius I geeft het koningsgoed op Walcheren in leen aan de Vikingprins Harald de Jongere, om zo nieuwe bondgenoten te werven. Dit leidt tot een langdurige aanwezigheid van de Vikingen in het Scheldegebied.
- De Arabieren veroveren de Zuid-Italische steden Bari en Brindisi. Zij maken Capua met de grond gelijk en voeren een plunderveldtocht in Crotone en dwingen de Byzantijnen tot het betalen van schatting.

## Geboren
- Heiric van Auxerre, Frankisch theoloog (overleden 876)
- Remigius van Auxerre, Frankisch theoloog (overleden 908)

## Overleden
- 25 juni - Gerard van Auvergne, Frankisch graaf
- Tri Ralpachen, koning van Tibet (waarschijnlijke datum)